# 마나 (비디오 게임 용어)

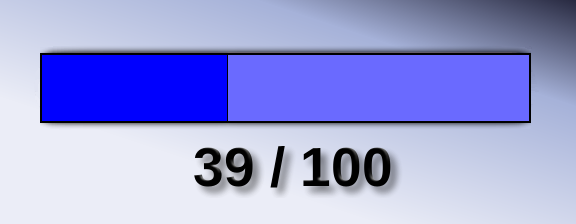
마나 막대. 비디오 게임에서 캐릭터의 MP를 추적하는데 사용한다.

마나(영어: mana point) 또는 매직 포인트(영어: magic point, MP)는 특수 공격을 하거나 스킬을 사용할 때 필요한 능력치이다. 마나가 0에 가까우면 스킬을 사용할 수 없게 된다. 마나회복은 주로 체력과 같이 소비아이템이며 파란 포션이다.
특수한 마법 능력 또는 "주문"을 사용하는 능력을 나타내는 롤플레잉 또는 비디오 게임 내에서 캐릭터에 할당된 속성이다. 마나는 일반적으로 매직 포인트 또는 마나 포인트로 측정되며 MP로 축약된다. 다른 능력은 다른 양의 MP를 사용한다. 캐릭터의 MP가 0이 되면 일부 MP를 회복할 때까지 캐릭터는 특수 능력을 사용할 수 없다.
건강(health)과 마찬가지로 마나도 "50/100"과 같은 숫자 값으로 표시될 수 있다. 여기서 첫 번째 숫자는 현재 캐릭터가 보유한 MP의 양을 나타내고 두 번째 숫자는 캐릭터의 최대 MP를 나타낸다. 비디오 게임에서는 캐릭터가 능력을 사용할 때 게이지가 비워지는 등 시각적으로 마법을 표시할 수도 있다.

## 같이 보기
- 체력 (게이밍)
- 경험치